# Xanthoparmelia monticola
Xanthoparmelia monticola är en lavart som först beskrevs av J. P. Dey, och fick sitt nu gällande namn av Hale. Xanthoparmelia monticola ingår i släktet Xanthoparmelia och familjen Parmeliaceae.   Inga underarter finns listade i Catalogue of Life.